# Александра Пилева
Александра Пилева (нар. 10 червня 1980, Неготино, СФРЮ) — македонська співачка. Переможниця фестивалю МакФест (2004).

## Дискографія
- 2005: Сонце и месечина
- 2008: Get Back to Studio Rock 'n Roll